# الملاح (حي يهودي)

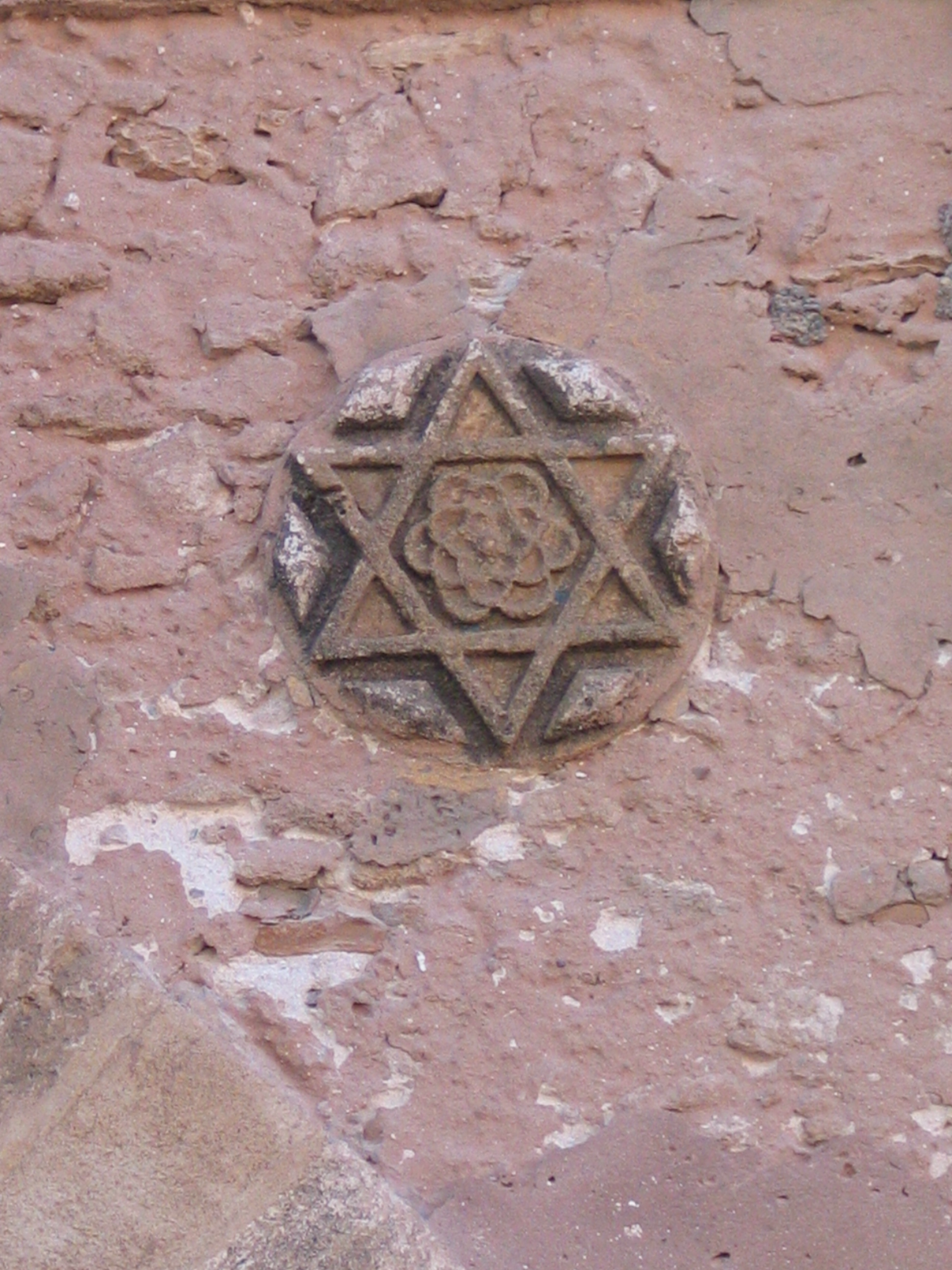
نجمة داوود على أحد الجدران في حي الملاح في الصويرة.

الملاّح هو اللقب الذي كان وما زال يطلق على الحي اليهودي بالمدن المغربية العتيقة، مثل الرباط وسلا، والقنيطرة، وفاس، ومكناس، ومراكش، والدار البيضاء، والصويرة وتطوان، وتارودانت. وهو ما يسمى في بلاد الشام، ومصر أو العراق بِحَارَةِ اليهود.

## أصل التسمية
تشير بعض الدراسات إلى أن حي الملَّاح سمي بهذا لأن أول حي يهودي تم بناؤه في المغرب كان في مدينة فاس التي كانت عاصمة للمغرب لعدة قرون، وقد تم بناؤه في منطقة كان يجمع فيها الملح ويخزن تمهيدا لتصديره عبر القوافل لأوروبا، ويرجع أصل تسميته بالملاح إلى عهد المرينيين في الثلاثينيات من القرن الخامس عشر الميلادي، حيث كانت مادة الملح تُجْمَعُ في موقع عند مدخل مدينة فاس قبل توزيعها فكان ذلك أولَ تَجَمُّعٍ خاصٍّ باليهود؛ ومنذ ذلك الحين تم تعميم مصطلح الملاح لتتداوله الأوساط المسلمة واليهودية كحي محاط بأسوار عالية له في الغالب بابان ويقطنه اليهود.
أصبحت الكلمة بعد ذلك تصف كل تجمع سكاني لليهود في المغرب. حي الملاح لم يكن موجودا في المدن العتيقة فقط، بل حتى في القرى الصغيرة والمدن الجبلية.

## مميزات الملاح
يُبنى حي الملاح غالبا قُرْب القصورِ الملكيةِ ومقرِّ السلطة في المغرب، لهذا فإن أحياء الملاح تتواجد في وسط وأهم منطقةٍ في المدن. كان الملَّاح القلبَ النابضَ للمدن التي يتواجد فيها، فقد كانت فيه أهم الأسواق وكان سكانه اليهود يمتهنون أهم الحرف آنذاك، من صائغي الذهب، خياطين، نجارين، وإسكافيين وغيرهم. لهذا فقد كان حي الملاح مركزا تجاريا هاما بالنسبة للمدينة التي يكون فيها.
الملاَّح هو بالأساس شكل معماري خاص باليهود داخل العواصم التاريخية للمغرب، ولكنه من خلال تجسيده لوضعية أهل الذمة كان يتمتع بالاستقلال النسبي في تسييره وإدارته وقضائه، مما يسمح لليهود بحرية ممارسة شعائرهم داخل الملاح وتنظيم حياتهم الاجتماعية وفقها. فماضي المغرب الغني يشمل فترة طويلة من التسامح الديني بين المسلمين واليهود حيث عملوا معا على ازدهار تجارتهم؛ فعيش اليهود داخل حي منفصل يعني أنهم محميون داخل جدران القصبة وأنهم يؤدون الضرائب إلى الحكومة. ولقد شغل اليهود مناصب مربحة حيث عملوا كممثلي الأبناك، خياطين، وبائعي مجوهرات. أصبح الملاح بالنسبة لليهود بمثابة مدينتهم الصغيرة الخاصة بهم حيث شملت معابد وأسواق في الهواء الطلق، ينابيع وشرفات مطلة على الأزقة الضيقة.
عمد سلاطين المغرب على تجميع اليهود بهذه الأحياء، وكان الملاح قريباً من قصر السلطان من أجل توفير الأمن والحماية لهذه الشريحة من المواطنين نظرا لدورها الفاعل في تنشيط الحياة العامة ولكونها مصدراً من مصادر تزويد خزينة الدولة بالمال؛ وقد ساهم الملاح في الحفاظ بشكل كبير على الخصوصية اليهودية لمئات السنين.
بعد مدينة فاس عرفتْ مدنٌ مغربيةٌ أخرى الملاحَ؛ فكان لمراكش ملاحها الذي بني في أواسط القرن السادس عشر الميلادي وكان لمكناس أيضاً ملاحٌ مشهورٌ. اكتسب ملاح مدينة الصويرة في زمن السلطان محمد بن عبد الله شهرة وصيتا نظرا للدور الاقتصادي الذي كان يلعبه آنذاك وكانت ملاحات أخرى لا تقل أهمية بكل من الرباط وسلا وتطوان ووزان وغيرها. كان لكل ملاح نواب يمثلون الطائفة وينوبون عنها أمام السلطات ويرعون مصالحها ويعملون على حل مشاكل اليهود فيما بينهم؛ داخل أسوار الملاح أو بالقرب منها يتواجد كنيس للعبادة والصلاة ومدرسة لتلقين مبادئ الكتابة والدين، بَيْدَأَنَّ أسلوب التدريس عرف تغييرا عند نهاية القرن التاسع عشر الميلادي بتحديثه وعصرنته وفق الأسلوب الأوروبي الحديث؛ فأُنشِئت لهذه الغاية مدارس خاصة بالطائفة اليهودية على الطراز الغربي تُلقَّن فيها إلى جانب اللغة العبرية اللغتان الفرنسية والأسبانية والرياضيات وباقي العلوم والمعارف الأخرى. وقد أحدث ظهور هذا النوع الحديث من التعليم تخوفاً وتحفظاً عند الكثير من رجال الدين اليهودي المتشبثين بالطريقة التقليدية في التعليم. وكان الملاح يعج كذلك بالمحلات التجارية المختلفة التي تبيع المواد الغذائية ودكاكين العطارة والملابس ومختلف الحرف الأخرىٰ، كما لم يكن يخلو من محل أو أكثر للجزارة حيث تباع اللحوم وفق الأصول والشريعة اليهودية. وكان جزءٌ من المعاملات التجارية بين المسلمين واليهود يتم خارج الملاح؛ فقد كان الكثير من التجار الكبار والصغار يقصدون الأسواق الموسمية لعقد الصفقات والمتاجرة في الأغنام والأبقار والإبل والدجاج والبيض والتمور والحبوب والسكر والشاي والألبسة وغيرها من السلع. وعند انفضاض السوق يعودون للملاح حيث أطفالهم الصغار بانتظارهم وانتظار حلوى السوق. وداخل هذا الفضاء كان اليهود يقيمون أعراسهم وأفراحهم ويحيون مواسمهم وأعيادهم. بَيْدَ أَنَّ هذا الملاح، الذي ظل يشكل ولفترة طويلة جزءاً من التراث والذاكرة، عَرف في أواسط القرن الماضي نزيفا مٰهْوِلاً وتقلصا في ساكنته، فلم يبق منه في الوقت الحاضر غير التسمية والجدران.

## ملاح فاس
يعود تاريخ ظهور أول حارة يهودية في المغرب الإسلامي إلى سنة 1438 م بمدينة فاس المغربية، أواخر فترة حكم المرينيين. وقد سبقه، عند بناءِ عاصمتهم في فاس الجديد قرب فاس القديم تقسيم فاس الجديد إلى ثلاثة أحياء حول القصر الملكي: حي مسلم يضم قصورَ أمراءِ بني مرين، وحي خاص للعائلات المهاجرة من الأندلس، وحي للنخبة اليهودية، أطلق عليه لاحقا اسم الملاح لكون الموقع الذي بني فيه كان سوقا للملح. وذلك خلافا للرواية البشعة التي روّج لها الكاتب الفرنسي هنري دو لامارتينيز في بداية التغلغل الاستعماري الفرنسي في المغرب والتي تقول أن اليهود المغاربة كانوا مجبرين على العيش داخل أحياء ضيقة وقذرة، محاطة بالأسوار وشبيهة بالسجون والتي يُطلق عليها اسم الملاح لأن سكانها كانوا يمارسون فيها مهنة معالجة الرؤوس البشرية التي يأمر سلطان المسلمين بقطعها وتحنيطها بالملح قبل تعليقها على أبواب المدينةِ، وأنه لم يكن مسموحاً لليهود امتلاكُ الأراضي أو غيرها من الممتلكات إلا بعد الاستعمار الفرنسي، وأنه خلال قرون مضت، كان على اليهود المشي حفاة إذا أرادوا التِّجْوال خارج الملاح. وعبر تاريخ المغرب، ارتبط بناء ملاح جديد بتشييد عاصمة جديدة. ويرجع سبب إنشاء الحي اليهودي سنة 1438 إلى حادث تعرّض فيه يهود فاس للطرد بعد أن تم اتهام بعض أفرادهم بتدنيس مسجداً ووضعوا خمراً داخل فوانيسه، فاضطر السلطان عبد الحق الثاني المريني إلى نقل اليهود إلى العاصمة الجديدة لحمايتهم. وتم بعدها تشييد ملاح مراكش سنة 1567م ، وملاح مكناس سنة 1681م .

## ملاح سلا
قرب باب المريسة بسلا، بُني هذا الحي لسكنى يهود سلا بأمرٍ من السلطان سليمان بن محمد سنة 1808 بعد ترحيلهم من حي الملاح القديم " حومة باب احساين وبلاعة ". وكان عددهم يناهز 1800 نسمة.
ضم حي الملاح حين إنشائه 200 منزل، 20 دكاناً وفرنين ومطحنتين وحمَّاماً واحداً.

## ملاح الصويرة

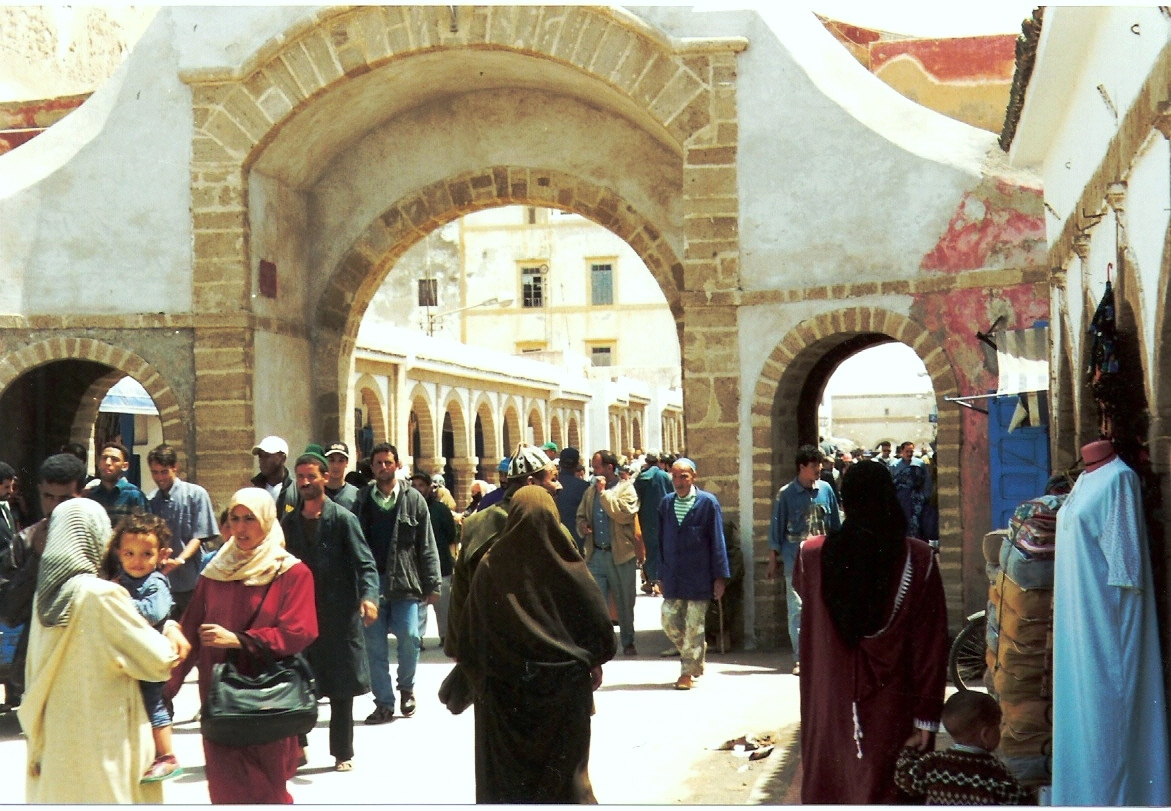
مدخل حي الملاح في المدينة العتيقة، الصويرة

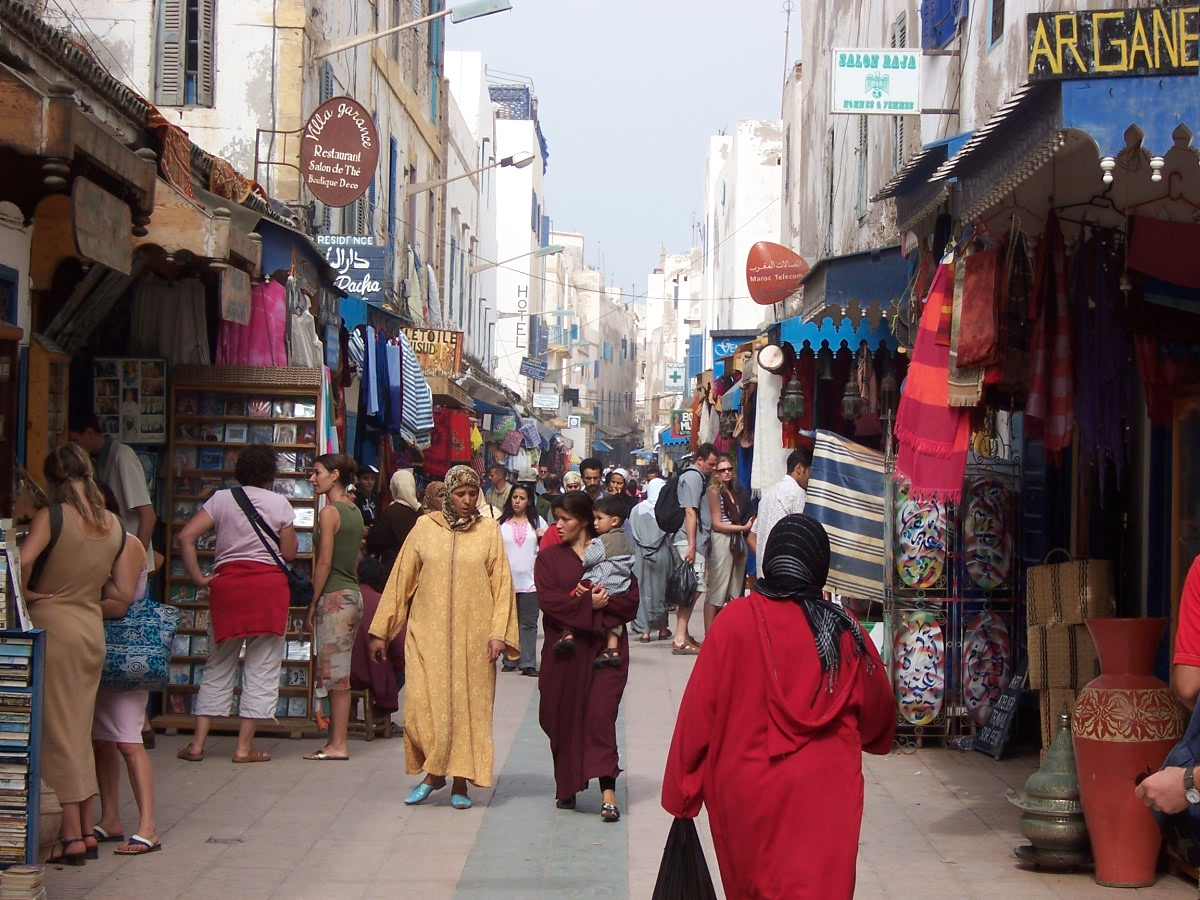
حي الملاح في الصويرة مازال يعتبر القلب النابض للتجارة في المدينة، حيث مازال الحرفيون والباعة المتجولون يتمركزون فيه.

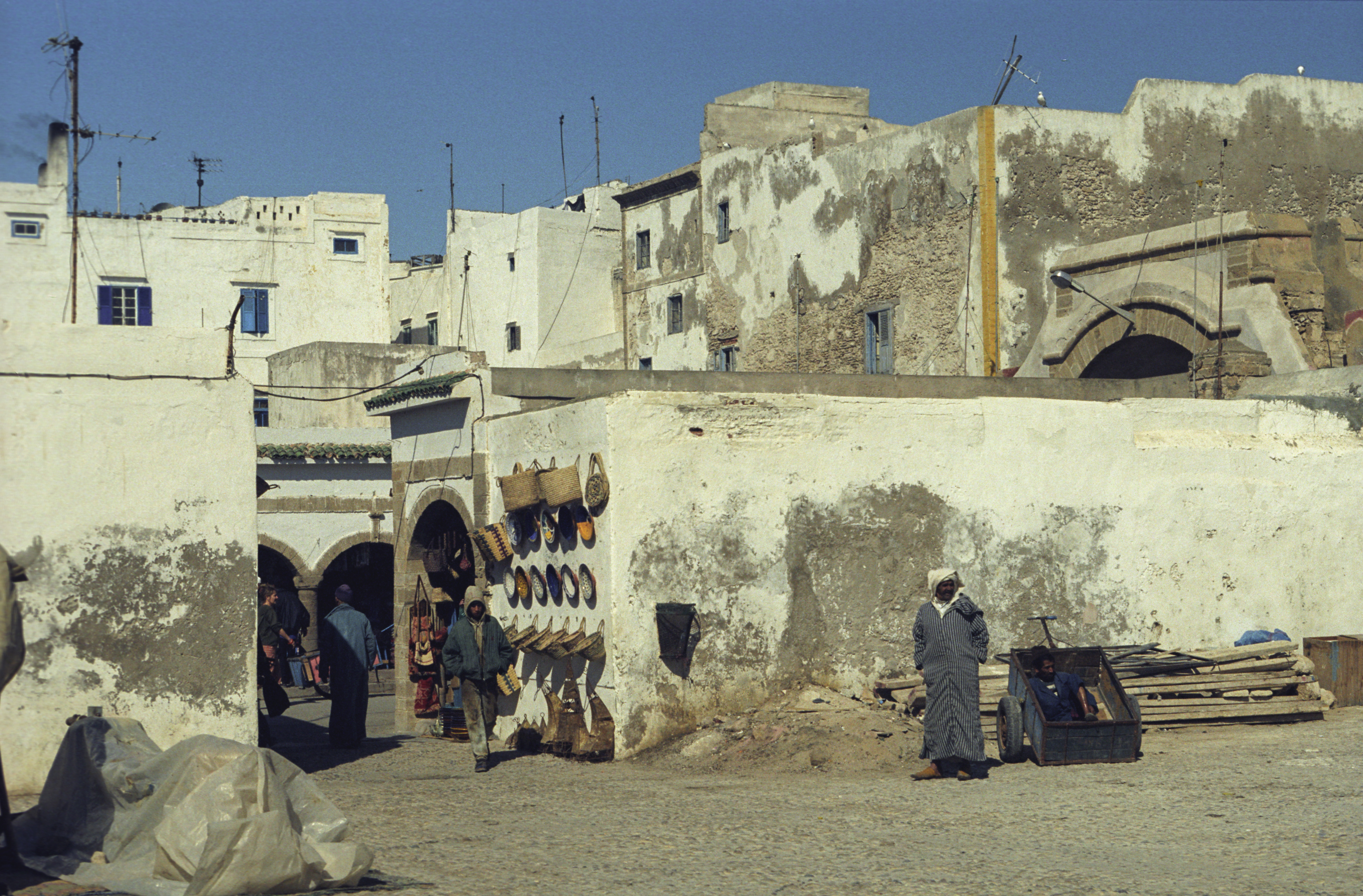
مدخل ملاح الصويرة من جهة البحر.

يرجع بناء ملاح مدينة الصويرة لعهد السلطان السعدي أحمد المنصور الذهبي في نهاية القرن 16 الميلادي، والذي استقدم إليه نخبة من التجار اليهود لتنشيط مينائه التجاري، فَعُرِف تاريخيا بِاسْمِ ملاح تجارالسلطان. وخلال القرن 17، عندما أعاد السلطان العلوي محمد بن عبد الله (محمد الثالث) بناء مدينة الصويرة على النمط العصري بشوارعها الواسعة خلافا للمدن العتيقة بالمغرب، وبنىٰ فيها ميناء جديدا وقاعدة عسكرية بحرية، استقدم إليها بدوره نخبة من التجار والدبلوماسيين اليهود. وتحولت الصويرة منذ ذلك الحين إلى العاصمة الاقتصادية للمغرب، واستمرت في هذا الدور حتى بداية الحماية الفرنسية التي حولت مركزَ ثقل الاقتصاد المغربي من الصويرة إلى الدار البيضاء.
ومع الاستعمار الفرنسي بدأ العصر الذهبي لليهود المغاربة في الأفول حيث عوض المعمرونَ الجدُدُ النخبةَ اليهوديةَ في مراكز القرار التجاري والاقتصادي. وتم استبعاد اليهودِ المغاربة تدريجيا والتضييق عليهم خلال فترة الحماية الفرنسية ليصل الميز ضدهم أقصى درجاته خلال حكومة فيشي الفرنسية، التي أصدرت قرارات تحد من ولوج اليهود للمهن الحرة والإدارة، مما تطلب تدخلَ ملك المغرب آنذاك محمد الخامس ليطالب فرنسا علناً بالتراجع عن تلك القوانين.
وبدأ رحيل اليهود المغاربة تدريجيا إلى الخارج خلال القرن الماضي، نتيجةَ أوضاعهم الجديدة خلال فترة الحماية الفرنسية، وارتفعت وتيرة الهجرة بشكل كبير بعد سنتي 1948 و 1967 قام على إثرها العديد من يهود الصويرة ببيع منازلهم في الملاح للمسلمين. ومع التحولات الاجتماعية للمغرب وارتفاع وتيرة الهجرة القروية، تحولت بعض بيوت الملاح إلى فنادق لإيواء العمالة القادمة من القرى المجاورة؛ اكتظت بيوت تجار السلطان بالعائلات العمالية، وبدأت شيئا فشيئا تفقد تألقها وفسيفساء جدرانها وزخارفها، وبدأت هياكلها وَبِنْيَاتُهَا تتلاشى بسبب انعدام الصيانة وسوء الاستغلال. وزاد الطين بلة قربُها من البحر، حتى تحولت إلى كارثة اجتماعية تَطَلَّبَت إعادةَ إسكان جزءٍ مهمٍ من قاطنيها وهدمَ عددٍ من أزقتها، قبل أن يعاد اكتشاف الملاح من طرف المستثمرين الذين حولوا بيوته الخربة في أيدي ساكنيها إلى كنوز ذات صبغة تاريخية لا تُقدَّر بثمن.

## ملاح مراكش
تُعرف بقايا ملاح مراكش اليوم بحي السلام. بينما لم يعد الكثير من اليهود يسكن المنطقة، لا زال البعض الآخر يعيش هناك إذ اختارت أسرهم البقاء عوض الذهاب إلى الدار البيضاء، فرنسا، أو حتى إسرائيل.
المقابر اليهودية والأضرحة التي لا زالت تزار إلى اليوم. وتوجد على طول الطريق قرب حي الملاح، وتسمى أشهرها مقابر العزمة ومقابر الفاسيين نظرا لأن معظم المدفونين فيها من يهود مدينة فاس الذين قدموا بدورهم من الأندلس. كان يوجد بالملاح العديد من المعابد من بينها أيضا معبد الرابي بيناس ومعبد بيقون.
تعتبر المعابد في مراكش وفاس شديدة الروعة، بالرغم من أنها لا تبرز كالمساجد في البلد. يعتبر ملاح مدينة مراكش منطقة مهمة تحكي تاريخَ مغربٍ فَتحَ أبوابه خلال قرون لشعوب من مختلف الخلفيات الدينية، العرقية والثقافية. بينما لم يكن من السهل بالنسبة لليهود العيشُ تحت حكم مغاربة آخرين بسبب تعرض بعضهم للنهب والسرقة من طرف اللصوص وقاطعي الطرق الذين كانوا يفضلون سرقة اليهود لمعرفتهم المسبقة بأن معظمهم من الطبقة الغنية أو المتوسطة الميسورة الحال، لكنهم تمتعوا بحماية العديد من سلاطين المغرب قبل وأثناء وبعد الاستعمار الأوربي. ساهم اليهود وحي الملاح بشكل عام في ازدهار التجارة في مناطق عديدة من المغرب. إن تاريخ اليهود في المغرب جزء آخر من غِنَى تاريخِه.

## المدن التي يتواجد بها الملاح
من بعض المدن التي يوجد بها الملاح هي:
- تطوان
- مراكش
- فاس
- مكناس
- الرباط
- سلا
- الدار البيضاء
- الصويرة
- سطات
- تارودانت
- القنيطرة

## وصلات متعلقة
- يهود المغرب
- باب دكالة (الصويرة)
- شالوم ميساس